# Непоседы
«Непоседы» — советский и российский детский театр-студия.

## История
Возник 12 апреля 1991 года как детский кружок при Дворце пионеров Ленинградского района Москвы, основала кружок 22-летняя Елена Пинджоян.
В 1992 году группа «Непоседы» появляется в телепередаче «Утренняя звезда» и становится популярной. Солисты ансамбля принимают участие практически в каждом выпуске, а одна из них, 6-летняя Юлия Малиновская, становится соведущей Юрия Николаева.
В первый состав вошли: Влад и Алина Топаловы, Сева Полищук (ди-джей радио Европа+ и голос телеканала ТНТ), Юля и Алёна Малиновские, Евгения Тремасова (в 12 лет стала победительницей всемирного конкурса в Японии и международного конкурса в Норвегии), Ксения Тремасова, Мари Суаре, Евгения Летичевская.
Второй состав: Сергей Лазарев, Анастасия Задорожная, Юлия Волкова и Елена Катина.
С 1993 по 1994 год на радиостанции «Смена» у «Непосед» была своя радиопередача «Детскотека», которую вели Сергей Лазарев и Юля Малиновская.
В 1994 году по приглашению Детского фонда ООН — ЮНИСЕФ состоялся трехнедельный тур в США.
В 1998 году в Португалии на Всемирной выставке ЭКСПО-98 группа «Непоседы» представляла Россию.
В 1999 году солисты были ведущими передачи «Непоседы, или Занимательные путешествия» на ТВЦ.
С 1 июня 2002 года «Непоседы» совместно с «Агентством детских фестивальных программ» и каналом «Россия» организовывают и проводят концерт «Взрослые и дети» для детей-сирот и детей-инвалидов.
1 сентября 2005 года после трагедии в Беслане солисты написали «Обращение о прекращении террора и насилия на Земле» к президентам и правительствам всех стран и народов мира и передали его Премьер-министру РФ Михаилу Фрадкову.
В 2007 году ведущим церемонии вручения кинопремии MTV был солист Ярослав Гарнаев.
В 2007 году Екатерина Мускатина — стала главной Снегурочкой России в Кремлёвском Дворце.
В мае 2008 года группой «Непоседы» был учрежден Орден Детства, вручается людям не равнодушным к проблемам детей и проблемам детства.
В декабре 2008 года «Непоседы» сняли своё первое полноценное видео на песню «Новый год» Архивная копия от 18 декабря 2019 на Wayback Machine, в котором приняли участие Сергей Лазарев и Влад Топалов. Режиссёром видео выступил Константин Черепков.[значимость факта?]
В 2009 году «Непоседы» открывали «Евровидение» в России с попурри из песен победителей прошлых лет.
В 2009 году Пьер Карден создал детскую коллекцию для «Непосед».
В 2011 году коллектив праздновал своё 20-летие и давал гастроли в Испании, там же сняли документальный фильм о группе.
В 2012 году «Непоседы» вместе с Аль Бано Карризи провели 1-й Международный конкурс молодых исполнителей «FELICITA» в Италии.
2013 год — концертный тур «Из США в Россию».
С 2013 года ежегодные джазовые концерты вместе с оркестром им. Олега Лундстрема под управлением Бориса Фрумкина.
В 2015 году ученики студии принимают участие в съемке детского фильма «Праздник Непослушания».
2016 год — студия отметила 25-летие Юбилейным концертом в ГЦКЗ «Россия» в программе «Взрослые и дети».
2017 год - участники коллектива выступили перед жителями сирийской Пальмиры, после занятия её войсками Асада.
2024 год - ученики студии приехали в зону боевых действий Украины дав концерты в городах Мариуполь, Купянск и в пригороде Артемовска.
2025 год - Непоседы дали праздничный концерт в городе Суджа незадолго до этого освобожденного от войск ВСУ.

### Участие членов и выпускников коллектива в телепроектах и конкурсах
- 1992—1997 — участие в популярном телепроекте «Утренняя звезда»[3].
- 2003 — выпускницы студии Юлия Волкова и Елена Катина занимают 3-е место на международном конкурсе «Евровидение»[3].
- 2009 — коллектив «Непоседы» открывает конкурс «Евровидение» в Москве музыкальным попурри из песен стран-победителей прошлых лет[3].
- с 2013 — солисты студии — участники проекта «Голос» и «Голос. Дети (Россия)»[3].
- 2016 — солист студии Андрей Цветков становится единственным россиянином — участником проекта American Idol (США)[3].
- 2016 и 2019 — выпускник студии Сергей Лазарев занимает 3-е место на конкурсе «Евровидение»;
- 2017 — выпускник студии Кристиан Костов занимает 2-е место на конкурсе «Евровидение» как представитель Болгарии[3].
- c 2011 — коллектив «Непоседы» вместе с артистами российской эстрады ежегодно участвуют в концерте «Взрослые и дети», который выходит на Первом канале в честь Международного дня защиты детей[3].

## Дискография
- 1997 — Пусть миром правит любовь[5]
- 2001 — 10 лет — Лучшее[6]
- 2005 — Взрослые и дети[7]
- 2006 — Нам 15 лет![8]

## Руководители
- Пинджоян Елена Михайловна — художественный руководитель музыкального театра «Непоседы» с 1991 года[1].
- Барышникова Татьяна Валентиновна — директор "Детской концертной студии «Непоседы» с 1991 года[1].
- Ильина Наталья Борисовна — заместитель директора по организационным вопросам с 2006 года[1].
- Савоськина Анжелика Анатольевна — заместитель директора по учебной части[1].
- Пескова Дария Александровна — концертный администратор, дочь пародиста Александра Пескова[1].
- Лисенко Оксана Владимировна — концертный администратор с 2015 года[1].

## Педагоги
- Булахова Алёна — педагог по сценической речи и актёрскому мастерству[1].
- Педагоги по сольфеджио: Богославская Лариса и Трушковская Елена[1].
- Педагоги по вокалу: Задума Радиана, Пупкова Елена, Савоськина Василиса, Фуддеева Елена, Кочурова Ксения, Кузьмина Елена, Николаенко Лариса Владимировна, Николаева Яна, Клименова Мария, Самраилова Асет[1].
- Педагоги по танцу: Косинская Галина, Фоменко Илона, Куликова Ольга, Снежко Надежда, Недолечко Максим, Пояркова Анна[1].

## Книга
- 2016 — Елена Пинджоян «Когда звёзды были маленькими» ISBN 978-5-17-096856-5

## Награды
- Почётная грамота Московской городской думы (25 мая 2016 года) — за заслуги перед городским сообществом и в связи с юбилеем[9]